# Chiesa di San Giovanni Evangelista (Montemagno)
La chiesa di San Giovanni Evangelista si trova a Montemagno, una frazione di Quarrata, in provincia di Pistoia.

## Storia e descrizione
La chiesa risale al XII secolo, quando il borgo di Montemagno, sulle pendici del Montalbano, aveva una qualche importanza.
L'attuale edificio, frutto di modifiche apportate nei secoli XVII e XVIII, conserva tracce della più antica costruzione romanica nella zona absidale e nella canonica. Presenta all'altare maggiore un dipinto di Girolamo Scaglia, raffigurante la Trasfigurazione di Cristo sul monte Tabor.

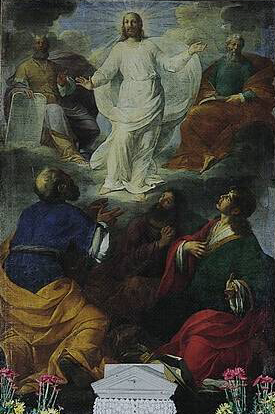
Girolamo Scaglia, Trasfigurazione di Cristo sul monte Tabor